# Brady Haran

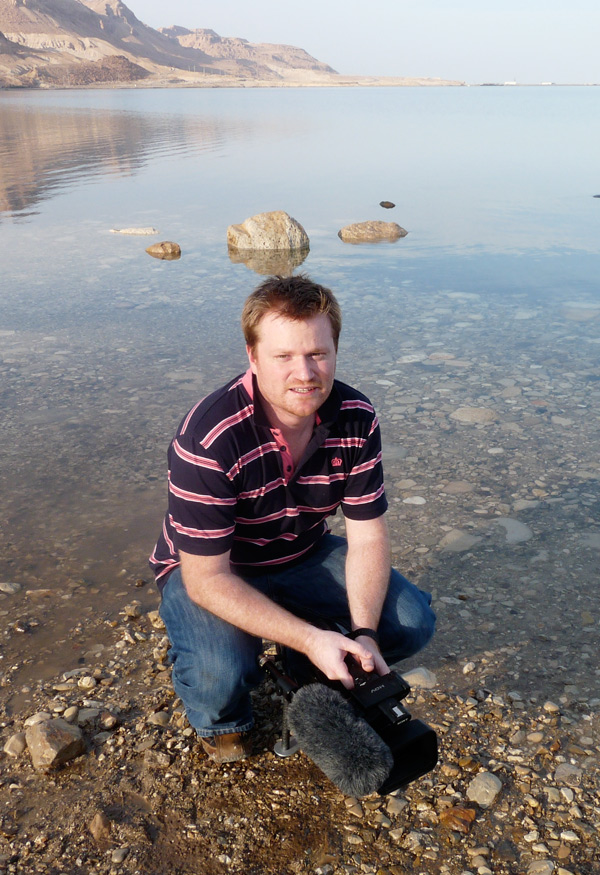
Brady Haran am Toten Meer, 2013

Brady John Haran, OAM (* 18. Juni 1976 in Adelaide, Australien) ist ein australischer unabhängiger Filmemacher und Videojournalist. Er erlangte Bekanntheit durch seine Lehr- und Dokumentarfilme, die er für BBC News und für seine YouTube-Kanäle produziert, so z. B. Numberphile und Periodic Videos.
Brady Haran lebt in Bristol, Vereinigtes Königreich zusammen mit seiner Frau Kylie Pentelow, einer britischen Journalistin und Nachrichtensprecherin.

## Karriere
Haran studierte ein Jahr lang Journalismus, bevor er vom The Advertiser angeworben wurde. 2002 zog er von Australien nach Nottingham im Vereinigten Königreich. Dort arbeitete er für die BBC, begann mit Film zu arbeiten und berichtete für East Midlands Today, BBC News Online und BBC Rundfunksender.
2007 arbeitete Haran als Filmmaker-in-residence für Nottingham Science City, als Teil einer Abmachung zwischen der BBC und der Universität von Nottingham. Sein Projekt Test Tube (deutsch: „Reagenzglas“) begann mit der Idee, eine Dokumentation über Wissenschaftler und ihre Forschung zu produzieren. Haran entschloss sich jedoch, sein Rohmaterial auf YouTube hochzuladen; von diesem Punkt an entwickelten sich Periodic Videos und Sixty Symbols. Haran verließ daraufhin die BBC, um YouTube-Videos in Vollzeit zu produzieren.
Nach Test Tube entschloss sich Haran, weitere YouTube-Kanäle zu schaffen. In den ersten fünf Jahren als unabhängiger Filmemacher schuf er über 1500 Videos. 2012 war er Produzent, Herausgeber und Interviewer auf zwölf YouTube-Kanälen, so z. B. The Periodic Table of Videos, Sixty Symbols und Numberphile bei denen er häufig mit der Universität von Nottingham zusammenarbeitet. Harans The Periodic Table of Videos mit Martyn Poliakoff erhielt 2013 den Royal Society of Chemistry Nyholm Prize for Education. Haran ist zudem Ko-Moderator des Podcasts Hello Internet, den er zusammen mit dem YouTube-Filmemacher CGP Grey produziert.

## Anerkennung
Die in Zusammenarbeit mit Martyn Poliakoff produzierten Videos über Chemie für Zuschauer ohne technische Vorbildung erhielten große Anerkennung. Haran und Poliakoff drehten über 600 Kurzvideos, in denen sie die Elemente (The Periodic Table of Videos) und verwandte Themen aus der Chemie behandeln. Ihr YouTube-Kanal hat im Februar 2018 über 175 Millionen Views. Das am 7. Dezember 2012 veröffentlichte Video Gold Bullion Vault wurde in den Tresorgewölben der Bank von England aufgenommen; es wurde in den folgenden zwei Monaten über zwei Millionen Mal aufgerufen.
Haran und Poliakoff verfassten gemeinsam einen Artikel in der Fachzeitschrift Nature Chemistry und einen Aufsatz für das Journal Science, in denen sie die Auswirkungen von The Periodic Table of Videos diskutieren.

### YouTube-Kanäle
- BackstageScience
- Bibledex
- BradyStuff
- Computerphile
- Deep Sky Videos
- FavScientist
- Foodskey
- Nottingham Science
- Numberphile und Numberphile2
- Objectivity
- Periodic Videos
- PsyFile
- PhilosophyFile
- Sixty Symbols
- Words of the World

### Podcasts
- Hello Internet
- Unmade Podcast[16]
- The Numberphile Podcast[17]

### Auszeichnungen
- 2004 – BBC Ruby Television Awards in Silber[18]
- 2005 – BBC Ruby Television Awards in Gold für „Bester Publikums-erzeugter Inhalt“[19]
- 2007 – BBC Ruby Television Awards in Silber für die Arbeit über real Life soap opera Alexandra Road[20]
- 2008 – The Stevie Award (International Business Award) für „Beste öffentliche Information/Interaktiv und Multimedia“ für die Website der University of Nottingham test-tube.org.uk[21]
- 2008 – IChemE Petronas Award für „Hervorragende Leistungen in Ausbildung und Training“ für The Periodic Table of Videos[22]
- 2008 – European Excellence Award für 'Podcast' für Ein Element zu Weihnachten[23]
- 2011 – Science Magazine’s Preis für 'Online-Ressourcen in der Ausbildung' für The Periodic Table of Videos[22]
- 2011 – Creativity International Platinum Award für Neue Medien für The Periodic Table of Videos[24]
- 2012 – „Webby Award for Reality Online Film & Video“ für The Periodic Table of Videos[25][26]
- 2016 – Kelvin Medal des Institute of Physics für Sixty Symbols[27]
- 2016 – Ehrendoktor (Doctor of Letters, honoris causa) der Universität Nottingham[28]
- 2017 – Titel "Radio Times Radio and Podcast Champion" für Hello Internet[29]
- 2021 – Träger der Medaille des Order of Australia[30]
- 2024 – Christopher Zeeman Medaille für herausragende Leistungen in der Vermittlung von Mathematik[31]
- 2025 – Benennung eines Asteroiden nach ihm: (46925) Bradyharan[32]

## Veröffentlichungen
- Brady Haran, Martyn Poliakoff: YouTube in Its Element. In: Chemistry in Australia. Band 76, Nr. 10, November 2009, ISSN 0314-4240, S. 30–33.
- Test tube: behind the scenes in the world of science. In: Nottingham Science City. University of Nottingham, abgerufen am 29. März 2025.
- Brady Haran, Martyn Poliakoff: Teaching chem eng – Martyn Poliakoff und Brady Haran über Nottingham Uni's Perioden-System für die YouTube-Generation. In: The Chemical Engineer. Nr. 812, 2009, ISSN 0302-0797, S. 36.
- Fantasy games 'not for geeks'. In: BBC News Online. 2003, OCLC 229408792 (bbc.co.uk).
- Brady Haran, Martyn Poliakoff: How to measure the impact of chemistry on the small screen. In: Nature Chemistry. Band 3, Nr. 3, 21. Februar 2011, S. 180–182, doi:10.1038/nchem.990, PMID 21336314, bibcode:2011NatCh...3..180H.
- Brady Haran, Martyn Poliakoff: The Periodic Table of Videos. In: Science. Band 332, Nr. 6033, 27. Mai 2011, S. 1046–1047, doi:10.1126/science.1196980, PMID 21617067, bibcode:2011Sci...332.1046H.